# Alison DiLaurentis
Alison DiLaurentis é uma personagem fictícia da franquia Pretty Little Liars, aparecendo nas versões literária e televisiva. Criada pela autora estadunidense Sara Shepard para os livros, a personagem foi mais tarde retrabalhada por I. Marlene King para a televisão, sendo interpretada por Sasha Pieterse. Primordialmente, Alison é a abelha rainha do cenário social da fictícia Rosewood, na Pensilvânia, que desaparece durante uma noite com suas quatro amigas. Após seu desaparecimento, as amigas de Alison começam a receber mensagens/ameaças assinaladas com "A", alguém que sabe todos os segredos do quinteto.
Nos livros, Alison eventualmente é revelada como "A" e tendo uma irmã gêmea idêntica chamada Courtney, a menina que realmente desapareceu e que era conhecida em Rosewood. Na televisão, Alison fugira da cidade já que ela mesma era uma vítima de "A". Descrita como uma "pessoa indecisa" por sua intérprete, a personagem, durante as três primeiras temporadas da série de TV, aparece apenas em flashbacks e alucinações; a partir da quarta temporada, Alison finalmente consegue um papel de destaque dentre as protagonistas.

## Personagem literária
As irmãs gêmeas Alison e Courtney Day-DiLaurentis nasceram em 6 de junho de 1990, frutos de uma secreta relação sexual entre Jessica e Peter Hastings. Eram idênticas, mas completamente opostas no quesito personalidade. Ambas eram populares em sua cidade natal, mas Alison era conhecida por sua malvadeza, ao contrário de Courtney, que todos admiravam por ser uma garota tão doce e bondosa. Revoltada com isso, Alison começou a fazer seus pais — Jessica e Kenneth, o pai adotivo — pensarem que Courtney era psicologicamente insana. Alison forçou sua irmã gêmea a personificá-la para que ela pudesse ser a manipuladora, enquanto a torturava, o que levou a uma briga física entre as duas. Quando os pais das duas tentaram resolver a situação, Alison jogou toda a culpa em Courtney, dizendo que ela estava inventando histórias falsas. Eventualmente Courtney foi diagnosticada como uma esquizofrênica paranoica. Sua família então se mudou para Rosewood para evitar atenção e encurtou seu nome de Day-DiLaurentis para apenas DiLaurentis.
Contudo, Alison não teve a experiência completa do ensino médio porque Courtney conseguiu enganar seus pais e Alison foi levada ao instituto mental em vez dela durante sua primeira visita em casa. Com isso, Courtney tomou a vida popular de Alison, enquanto que Alison foi hospitalizada; a partir de então um sentimento de ódio cresceu dentro de Alison. Dois anos depois que Courtney tomou as rédeas, Alison retornou para a casa dos DiLaurentis para uma visita. Durante uma noite em que Courtney (posando como Alison) e suas novas amigas — Spencer Hastings, Hanna Marin, Aria Montgomery e Emily Fields — estavam dormindo no celeiro da família de Spencer, Alison as espiou e eventualmente Alison e Courtney entraram numa briga dentro da floresta que rodeava a propriedade dos Hastings e dos DiLaurentis. A briga resultou na morte de Courtney. Alison e seu ajudante e namorado, Nick Maxwell, enterraram o corpo de Courtney.
Quando Alison estava prestes a tomar sua vida de volta, as amigas de Courtney avisaram Jessica que "Alison" estava desaparecida. Jessica então supôs que Courtney (Alison, na verdade) fez algo contra a vida de Alison (Courtney) e a mandou de volta para o hospital. Enquanto isso, pedreiros preencheram o buraco onde o corpo de Courtney foi enterrado para construir um gazebo. Horas depois, "Alison" foi dada como desaparecida. Três anos depois, as amigas de Courtney começaram a ser perseguidas por alguém denominado "A" que sabia seus maiores segredos e as ameaçava constantemente. Meses depois, Mona Vanderwaal, colega de classe das meninas e de Alison, foi revelada como sendo "A". Logo depois, Alison tomou as rédeas do jogo e começou a perseguir as garotas, buscando vingança por terem tido tudo o que ela sempre quis ter.
Alison fez pequenas aparições durante o período que se escondia por trás da máscara de "A". Seus pais finalmente revelaram o segredo sobre as gêmeas DiLaurentis no livro Wanted, dizendo que eles mantiveram-no escondido por muito tempo para não causarem mais tumulto da cidade. Alison, posando como Courtney, alguém desconhecido para as meninas, convidou-as para passar um final de semana na casa da família em Poconos. Lá, elas se entrosaram e as meninas começaram a pensar em introduzir "Courtney" para o grupo. No entanto, elas ficaram presas dentro de uma sala e Alison logo revelou toda a verdade sobre a morte da verdadeira Courtney, e sobre seu desejo de vingança. Alison então ateou fogo à construção, mas as meninas conseguiram fugir. Ao tentar escapar do fogo, a própria Alison adquiriu diversas queimaduras em seu corpo e conseguiu fugir com ajuda de Nick.
Um tempo depois, Alison se recuperava das queimaduras do incêndio enquanto observava as meninas pensarem que ela estava morta. Nick ficou ao seu lado durante sua recuperação, e Alison eventualmente o incriminou por tudo que a mesma cometeu, como os homicídios de Ian Thomas e Jenna Cavanaugh. Com o fito de finalmente conseguir sua vingança, Alison criou um falso diário com estórias das meninas torturando-a enquanto mantinham-na em cárcere. Tal diário foi achado pela polícia de Rosewood e as meninas foram incriminadas pela suposta morte de Alison DiLaurentis. No entanto, Emily falsificou a própria morte e, enquanto Alison e todo o resto pensava que ela estava morta, ela conseguiu chegar até o covil de Alison — que recebia ajuda de Jessica —, com policiais. As meninas eventualmente são liberadas de todas as acusações, e Alison é definitivamente internada.

## Personagem televisiva

### Desenvolvimento

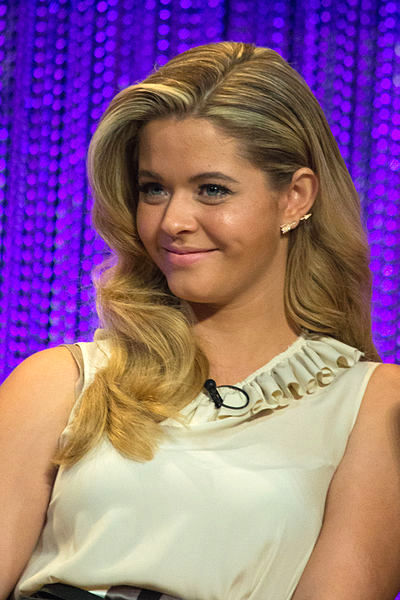
Pieterse, intérprete de Alison.

Sasha Pieterse foi escalada como Alison durante janeiro de 2010. DiLaurentis foi a antiga "abelha rainha" de seu grupo e a garota mais popular na escola antes de seu desaparecimento. Embora ela cuidasse de seus amigos, ela gostava de usar seus maiores segredos contra eles para mantê-los juntos. Encantadora e manipuladora, DiLaurentis era hábil em encontrar maneiras de dar troco em todos que a machucavam, e muitas pessoas a odiavam. Ela sabia os segredos de todos, e depois que ela sumiu, suas amigas começaram a perceber que realmente não sabiam nada sobre ela.

Alison é uma pessoa totalmente diferente, então, ver a maneira como elas [as amigas] a tratam vai ser muito interessante e ver a maneira como ela é afetada por ela mesma também será muito interessante.

 — Pieterse sobre o retorno de Alison para Rosewood.
Depois de seu retorno para Rosewood na quinta temporada, DiLaurentis entrou num processo de mudança. Pieterse contou que a personalidade e a personagem em si haviam mudado drasticamente, dizendo que Alison tinha que "descobrir quem ela é. Ela esteve se escondendo por tanto tempo, e ela é uma vítima agora". I. Marlene King, criadora da série, comentou que Alison se tornou uma "intrusa" no próprio grupo, afirmando que ela já "não vive mais no mundo em que as amigas vivem".

### Relacionamentos
- Ian Thomas: Os dois mantinham uma relação secreta, já que Ian era namorado de Melissa Hastings, irmã de Spencer. Certa vez, Spencer inocentemente beijou Ian no quintal dos Hastings, e Alison os viu. Alison, enfurecida, mais tarde revelou que pediu para Ian beijá-la a fim de mostrar seu domínio sobre ele. Após o desaparecimento de Alison, Ian se tornou uma pessoa de interesse da polícia de Rosewood, já que seu romance e o fato de Ian ter se encontrado com Alison na noite do desaparecimento foram revelados para o público.
- Ezra Fitz: Também, Ezra e Alison mantinham uma relação secreta, já que Alison era menor de idade, e Ezra tinha 21 anos, um estudante da faculdade Hollis. Eles se conheceram num bar, e Ezra ficou fascinado por ela, o que resultou no início de seu livro baseado na vida de Alison. Ele mais tarde descobriu que Alison era menor de idade e a visitou na noite de seu desaparecimento. Ezra mais tarde se aproximou de Aria, amiga de Alison, para continuar a escrever seu livro.
- Emily Fields: Desde o início da amizade das duas, Emily sentia uma atração física por Alison, o que resultou em insultos por parte de Alison. Depois do desaparecimento, Emily ficou devastada com a possibilidade de Alison ter morrido. Durante todo o período que seguiu o desaparecimento, Emily sempre se manteve incrivelmente crente de que Alison estava viva. Tal teoria se confirmou na quarta temporada, quando Alison finalmente apareceu para as meninas. Na quinta temporada, Emily e Alison iniciaram uma relação amorosa, e foram bem aceitas pelas amigas.[14] Porém, mais tarde, Alison tornou-se a antagonista da segunda parte da temporada, já que provas mostravam que Alison matara Mona Vanderwaal. No final da temporada, Mona foi dada como viva e Alison foi liberta. Na segunda parte da sexta temporada, após um pulo no tempo de cinco anos, Emily e Alison ficaram próximas novamente, mas Alison estava em um romance com o Dr. Elliott Rollins, psicólogo da irmã de Alison, Charlotte. Na sétima temporada, depois que Alison descobriu que Elliott era uma farsa, as duas tiveram duas bebês — filhas de Emily e Wren[15] — e noivaram.[15]
- Cyrus Petrillo: Foi o suposto namorado de Alison enquanto estava desaparecida.
- Gabriel Holbrook: Alison se aproximou do então Detetive Holbrook para conseguir informações, mas os dois acabaram relacionando-se mais profundamente.
- Lorenzo Calderon: Calderon e DiLaurentis namoraram por um curto período de tempo na sexta temporada.
- Elliott Rollins: Depois que Charlotte foi revelada como "A" e a irmã de Alison na metade da sexta temporada, Rollins tornou-se doutor de Charlotte no tratamento psicológico.[16] Alison e Elliott logo tornaram-se íntimos e começaram um romance. Os dois se casaram pouco tempo depois. Porém, Elliott mantinha planos secretos. Ele na verdade estava apaixonado por Charlotte, e queria descobrir quem havia a matado.[17] Pensando que Alison havia cometido o crime, ele a internou num hospital psiquiátrico e roubou 51% do dinheiro da empresa da família DiLaurentis.[18] Mais tarde, Alison conseguiu fugir das mãos de Elliott e, durante uma perseguição na floresta, Hanna e as amigas acabaram atropelando-o, matando-o instantaneamente.[19] As amigas e Alison juntaram-se logo depois para enterrá-lo.[20]